# Rudgea vincentina
Rudgea vincentina är en måreväxtart som beskrevs av Ignatz Urban. Rudgea vincentina ingår i släktet Rudgea och familjen måreväxter. Inga underarter finns listade i Catalogue of Life.